# Xbox Play Anywhere
Xbox Play Anywhere — программа Microsoft, запущенная в 2016 году, позволяющая пользователям покупать совместимые игры один раз и играть в них как на консолях Xbox, так и на ПК под управлением Windows 10/Windows 11 с синхронизацией прогресса и достижений.

## История
Программа была анонсирована на E3 2016 и запущена 13 сентября 2016 года с выходом Gears of War 4. Изначально включала 18 игр. С появлением Xbox Series X/S в 2020 году программа была расширена на новое поколение консолей.

## Технические особенности
Основные функции программы:
- Кросс-покупка: Единая цифровая копия игры в Microsoft Store
- Кросс-прогресс: Синхронизация сохранений через Xbox Live
- Общие достижения: Единая система игровых достижений
- Кросс-игра: Поддержка мультиплеера между Xbox и ПК (не во всех играх)

## Список игр
Ключевые поддерживаемые проекты:
- Forza Horizon 4-5
- Halo Infinite
- Microsoft Flight Simulator
- Sea of Thieves
- Gears 5
- Psychonauts 2

Полный список обновляется на официальном сайте.

## Ограничения
- Только цифровые покупки в Microsoft Store
- Не поддерживается в Steam, Epic Games Store
- Требуется аккаунт Xbox Live
- Не все игры поддерживают кросс-игру

## Критика и восприятие
Программа получила положительные оценки за удобство, но критиковалась за:
- Ограниченный каталог игр
- Отсутствие поддержки физических копий
- Технические проблемы синхронизации